# André Brahic
Pour les articles homonymes, voir Brahic.
André Brahic est un astrophysicien français né le 30 novembre 1942 à Paris et mort le 15 mai 2016 dans la même ville.
Il est connu du grand public pour ses activités de médiation scientifique et pour avoir décrit la complexité des anneaux de Neptune, en nommant « Liberté, Égalité, Fraternité » trois des quatre arcs composant le dernier, l'anneau Adams.

## Biographie

### Jeunesse
André Fernand Brahic, naît le 30 novembre 1942 dans le 12e arrondissement de Paris. Il est le fils unique d'un modeste couple originaire du village du Petit-Brahic à Banne, en Ardèche. Ses ancêtres, mineurs, sont, pour beaucoup, morts jeunes de la silicose. Son père a vite quitté la mine pour devenir cheminot.

### Formation
Après ses études secondaires au lycée Voltaire, à Paris, André Brahic passe une licence de mathématiques au cours de laquelle il choisit l'option astronomie dont les cours sont dispensés par Evry Schatzman, car « le mot sonnait comme quelque chose de fascinant et d'amusant ». Sa thèse de 3e cycle à l'université de Paris VII, sous la direction de Michel Hénon, porte sur le rôle, dans la formation des galaxies, des ondes de choc compressives lors des collisions de nuages de gaz et poussières. Son modèle numérique développé à cette occasion amène à une meilleure compréhension de la nature des anneaux de Saturne et lui ouvre un poste à l'Université Paris-Diderot.

### Vie professionnelle
André Brahic est astrophysicien au Commissariat à l'énergie atomique (CEA), professeur à l'université de Paris VII à partir de 1978 et directeur du laboratoire « Gamma-gravitation » rattaché à l'UFR de physique. Il travaille notamment avec Evry Schatzman et Michel Hénon, en particulier sur les supernovae, la théorie du chaos, la dynamique des galaxies, les anneaux planétaires et la formation du Système solaire dont il est l'un des plus grands experts mondiaux.

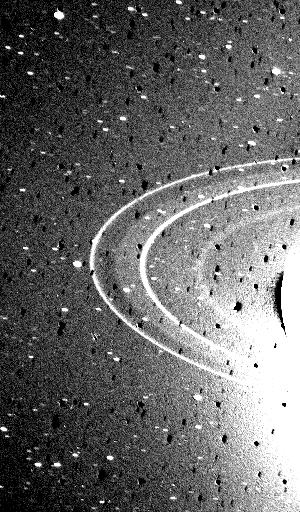
Anneaux de Neptune photographiés par Voyager 2.

C'est aussi un spécialiste de l'exploration du Système solaire par les sondes spatiales, dont il suit toute l'histoire pendant de nombreuses années. Il s'intéresse notamment aux anneaux des planètes géantes et élabore l'un des principaux modèles concernant les anneaux de Saturne. En 1984, il découvre, en compagnie notamment de William Hubbard, les anneaux et les arcs de Neptune, cinq ans avant leur confirmation photographique par la sonde Voyager 2.
Les anneaux de Neptune sont au nombre de cinq principaux dont les noms sont, du centre vers l'extérieur, Galle, Le Verrier, Lassell, Arago et Adams.
Le dernier anneau, Adams, se décompose en quatre arcs. Seuls trois arcs sont découverts au départ et ils sont nommés « Liberté », « Égalité » et « Fraternité » par André Brahic d'après la devise nationale française.
Plus tard, un quatrième arc est découvert par une de ses collaboratrices et ancienne étudiante, Cécile Ferrari. Elle le baptise « Courage », mot commençant par un C comme « Cécile ». Ainsi, un moyen mnémotechnique de se souvenir de ces noms est de retenir le mot « CLEF » désignant la clef de musique en anglais ou la clef de serrure en français.
À partir de 1991, André Brahic fait partie de l'équipe d'imagerie de la sonde spatiale Cassini, lancée le 15 octobre 1997, qui arrive aux alentours de Saturne le 1er juillet 2004. La mission, initialement prévue pour une durée de quatre ans, est prolongée jusqu'en 2017, compte tenu de la complexité du monde de Saturne et de l'extraordinaire richesse des premières observations. André Brahic devait ainsi être membre de la communauté Cassini jusqu'en 2021.
En 2014, il est candidat à la succession de François Jacob à l'Académie française, mais cette dernière lui préfère Marc Lambron.

### Vie privée
André Brahic était le compagnon de l'astrophysicienne Isabelle Grenier,.

### Mort
André Brahic meurt le 15 mai 2016 dans le 13e arrondissement de Paris des suites d'un cancer,,.

## Récompenses et distinctions
En 1990, l'astéroïde (3488) Brahic est baptisé en son honneur. André Brahic reçoit la médaille Carl-Sagan 2001 aux États-Unis ainsi que le prix Jean-Perrin 2006 de vulgarisation scientifique. Ce dernier, remis par la Société française de physique, est destiné à récompenser un effort particulièrement réussi de vulgarisation de la science.
Le 13 juillet 2015, il est nommé au grade de chevalier dans l'ordre national de la Légion d'honneur au titre de « astrophysicien ; 47 ans de services ».

## Publications
- André Brahic et Pierre Debray-Ritzen, Conversations dans l'univers, Paris, Albin Michel, 1986 (réimpr. 2013), 282 p. (ISBN 978-2-226-02527-2).
- André Brahic, Les Comètes, Paris, Presses universitaires de France (PUF), coll. « Que sais-je ? » (no 1236), 1993, 127 p. (ISBN 2-13-044526-8, BNF 35582164).
- André Brahic, Enfants du Soleil : histoire de nos origines, Paris, Odile Jacob, 1999, 366 + XVI (ISBN 978-2-311-00967-5, BNF 36978680).
- André Brahic, Planètes et satellites : cinq leçons d'astronomie, Paris, Vuibert, coll. « Sciences de la terre et de l'univers », 2001, 359 + VIII + XXXII + VIII (ISBN 2-7117-5287-9, BNF 37720299).
- André Brahic et Isabelle Grenier, Lumières d'étoiles : les couleurs de l'invisible, Paris, Odile Jacob, 2008, 280 p. (ISBN 978-2-7381-1343-6 et 2-7381-1343-5, BNF 41208355, lire en ligne).
- André Brahic, De feu et de glace : ardentes géantes, Paris, Odile Jacob, 2010, 395 p. (ISBN 978-2-7381-2330-5 et 2-7381-2330-9, BNF 42352253).
- André Brahic, La science, une ambition pour la France, Paris, Odile Jacob, 2012, 158 p. (ISBN 978-2-7381-2816-4 et 2-7381-2816-5, BNF 42708822).
- Michel Hoffert, André Schaaf, Marc Tardy, Armelle Baldeyrou-Bailly, Gilles Merzeraud, André Brahic, René Maury et Jean-Yves Daniel (dir.), Sciences de la Terre et de l'univers (manuel pour étudiants en géologie et en sciences de l'univers), Paris, Vuibert, 2014, 832 p. (ISBN 978-2-7117-5280-5 et 2-7117-5280-1).
- André Brahic et Bradford Smith, Terres d'ailleurs : à la recherche de la vie dans l'univers, Paris, Odile Jacob, 2015, IX + 433 (ISBN 978-2-7381-3152-2, BNF 43904232).

Éditeur, préfacier
- (en) André Brahic (dir.) et al., Anneaux des planètes, Toulouse, Cépaduès, coll. « Cnes », 1984, 770 p. (ISBN 2-85428-100-4).
- Nicolas Biver, Athéna Coustenis, Jean-Christophe Dalouzy et Philippe Morel (dir.) (préf. André Brahic), Au plus près de Saturne, Paris, Société astronomique de France-Vuibert, 2005, XXXII + 304 (ISBN 2-7117-5362-X, BNF 40080771).

### Vidéographie
- [vidéo] Olivier Galzi, « Interview d'André Brahic », Journal de 13 heures, France 2,‎ 27 février 2008 (lire en ligne).

### Émissions radio
- Série de 11 podcasts « Dernières nouvelles de l'Univers », France Culture, à partir de juillet 2013
- Mathieu Vidard, « On va se poser sur la comète ! », La Tête au carré, France Inter,‎ 12 novembre 2014 (lire en ligne)Durée : 54 min 45 s
- Mathieu Vidard, « Les planètes géantes », La Tête au carré, France Inter,‎ 25 janvier 2016 (lire en ligne)Durée : 53 min 47 s
- Mathieu Vidard, « Hommage à André Brahic », La Tête au carré, France Inter,‎ 16 mai 2016 (lire en ligne)Durée : 53 min 54 s.

#### Conférences
- Conférence vidéo d'André Brahic de février 2002 Groupe Séminaire, ens-lyon.fr
- Promenade sur les anneaux de Saturne, conférence réalisée en 2009, vidéo de février 2010, Les Ernest, O.H.N.K. production. 16 min 15 s.
- [vidéo] André Brahic, « Quelques dernières nouvelles d'un jeune Univers : du monde merveilleux de Saturne aux confins de l'espace », Café Sciences de Supélec, 19 janvier 2012. Durée : 1 h 15 min 26 s.
- [audio] Six leçons sur l'univers par André Brahic, France Culture. Durée : 6 fois environ 1 h.
- [vidéo] André Brahic, « Tribunes de l'ULB : Sommes-nous seuls dans l'Univers ? », ULB TV, mars 2016. Durée : 1 h 34 min 32 s.